# Опарин, Леонид Георгиевич
Леони́д Гео́ргиевич Опа́рин (10 декабря 1926, Мариец, Мари-Турекский район, Марийская автономная область, РСФСР, СССР ― 1 апреля 2000, Йошкар-Ола, Россия) ― марийский советский экономист. Заместитель управляющего Марийской конторой Госбанка (1971―1991). Заслуженный экономист РСФСР (1985). Участник Великой Отечественной войны.

## Биография
Родился 10 декабря 1926 года в п. Мариец ныне Мари-Турекского района Марий Эл в семье портного. 
В ноябре 1943 года призван в РККА. Участник Великой Отечественной войны: стрелок 112 запасного стрелкового полка и 18 стрелковой бригады на Дальнем Востоке, сержант. Демобилизовался из армии в апреле 1947 года. Награждён орденом Отечественной войны II степени и медалями.
В 1960 году окончил Всесоюзный заочный финансовый техникум, в 1967 году ― Казанский финансово-экономический институт (заочно).
В 1961―1971 годах ― управляющий отделением Госбанка по Килемарскому району Марийской АССР, а в 1971―1991 годах ― заместитель управляющего Марийской конторой Госбанка. В 1991―1994 годах ― председатель правления Медведевского коммерческого земельного банка.
В 1985 году ему присвоено почётное звание «Заслуженный экономист РСФСР». Награждён медалями. 
Скончался 1 апреля 2000 года в г. Йошкар-Оле.

## Звания и награды
- Заслуженный экономист РСФСР (1985)[1][2]
- Орден Отечественной войны II степени (06.04.1985)[4][6]